# Chanverrie
Chanverrie is een fusiegemeente (commune nouvelle) in het Franse departement Vendée (regio Pays de la Loire). De plaats maakt deel uit van het arrondissement La Roche-sur-Yon. Chanverrie is op 1 januari 2019 ontstaan door de fusie van de gemeenten Chambretaud en La Verrie. 

## Geografie

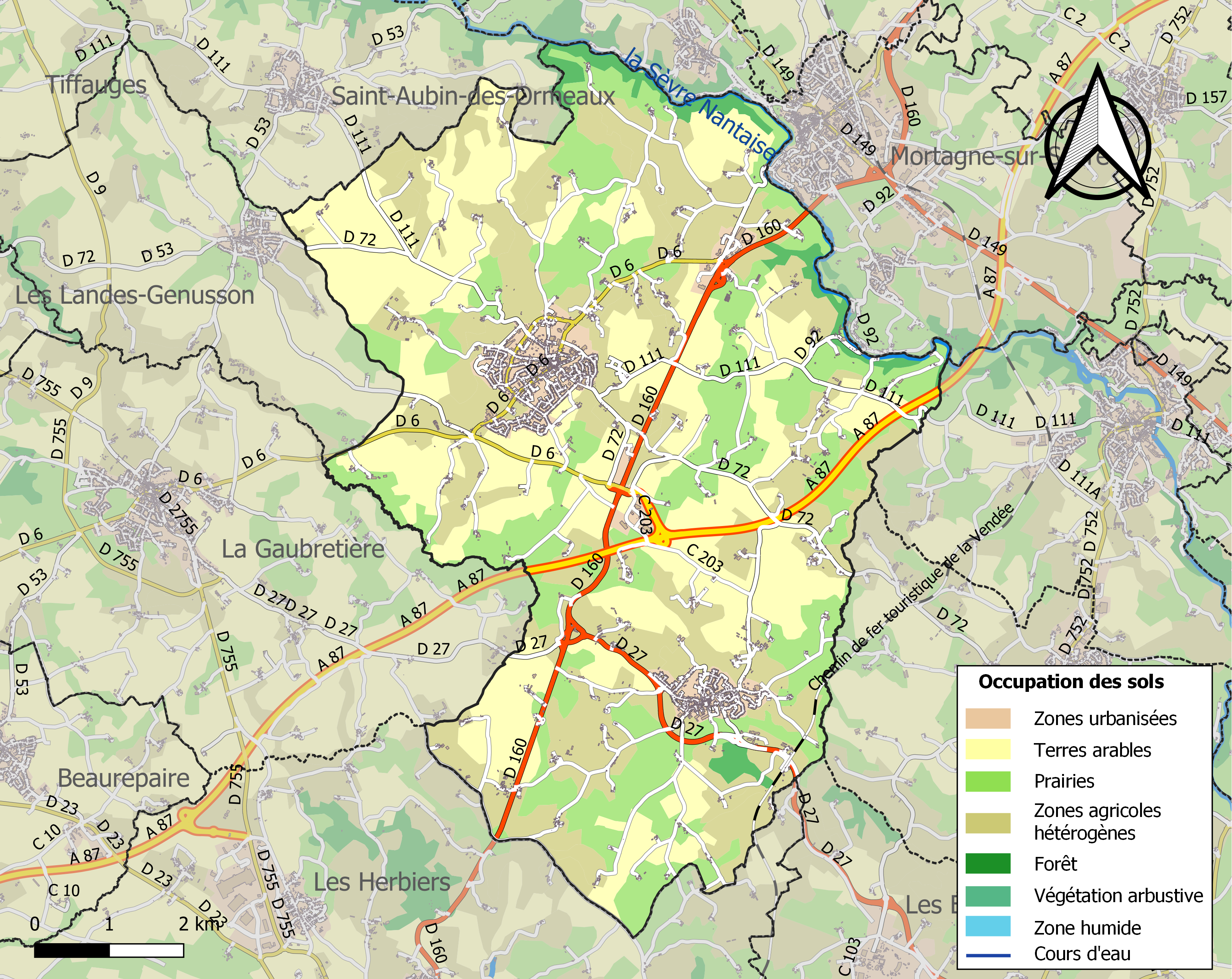
Kaart van de gemeente met de belangrijkste infrastructuur, bodemgebruik en omliggende gemeenten

## Demografie
Onderstaande figuur toont het verloop van het inwonertal (bron: INSEE-tellingen).
Chanverrie telde in 2017 5517 inwoners.